# Emiel van Eijkeren
Emiel van Eijkeren (Den Haag, 27 juli 1967) is een Nederlands voormalig voetballer.
Van Eijkeren speelde in de jeugd bij ZVV, AZ en FC Den Haag. Bij FC Den Haag brak hij door als aanvaller. In 1994 ging hij naar N.E.C. en na een jaar FC Utrecht sloot hij zijn loopbaan in 2002 af bij ADO Den Haag. In totaal speelde hij 317 wedstrijden waarin hij 97 keer scoorde.
Tegenwoordig is hij gymnastiekleraar bij het Zaanlands lyceum.

## Clubs
- 1990/94 FC Den Haag (vanaf 1992 ADO Den Haag)
- 1994/98 N.E.C.
- 1998/99 FC Utrecht
- 1999/02 ADO Den Haag
- 2002/03 Elinkwijk
- 2004/05 VVZ zaterdag 1 (Zaandam)